# Олеськов, Иосиф
Иосиф Олеськов (Іосифъ Олеськôвъ, укр. Йосип Олеськів, англ. Joseph Oleskiw; 28 сентября 1860, Новая Скварява, Королевство Галиции и Лодомерии — 18 октября 1903, Львов, Цислейтания) — украинский агроном, профессор, который популяризовал эмиграцию украинцев в Канаду.
Родился в семье греко-католического священника. Окончил Львовский университет. В 1885 году стажировался в Эрфуртском университете. Пришел к выводу, что для украинских поселенцев наиболее благоприятны Канадские прерии (хотя в то время популярным направлением для эмиграции была Бразилия). 12 августа 1895 года Олеськов прибыл в канадский Монреаль, затем он посетил Виннипег, доехал до Ванкувера и вернулся обратно. В 1895—1896 способствовал отправки первой группы эмигрантов во главе с Кириллом Геником из австрийской Галиции в Канаду.
В Эдмонтоне украинские канадцы поставили памятник Олеськову.